# Cidade de Hamade (região)
Cidade de Hamade (em árabe: مدينة حمد; romaniz.: Madinat Hamad) era uma das 12 regiões do Reino do Barém. Segundo censo de 2001, tinha 52 718 residentes. Compreendia 13.1 quilômetros quadrados.